# Olive Branch
Olive Branch is een plaats (city) in de Amerikaanse staat Mississippi, en valt bestuurlijk gezien onder DeSoto County.

## Demografie
Bij de volkstelling in 2000 werd het aantal inwoners vastgesteld op 21.054.
In 2006 is het aantal inwoners door het United States Census Bureau geschat op 29.861, een stijging van 8807 (41.8%).

## Geografie
Volgens het United States Census Bureau beslaat de plaats een oppervlakte van
93,9 km², waarvan 93,7 km² land en 0,2 km² water. Olive Branch ligt op ongeveer 119 m boven zeeniveau.

## Plaatsen in de nabije omgeving
De onderstaande figuur toont nabijgelegen plaatsen in een straal van 20 km rond Olive Branch.